# Greigia
Die Greigia bilden eine Pflanzengattung in der Unterfamilie Bromelioideae innerhalb der Familie der Bromeliengewächse (Bromeliaceae). Die etwa 36 Arten sind in der Neotropis verbreitet.

## Beschreibung

### Vegetative Merkmale
Greigia-Arten sind stammlose oder einen mehr oder weniger kurzen Stamm bildende, ausdauernde, krautige Pflanzen. Diese Xerophyten wachsen meist terrestrisch oder an Felsen, seltener als Epiphyten. Mit ihren Ausläufern bilden sie oft dichte Bestände. Die zahlreichen, je nach Art sehr unterschiedlich langen Laubblätter sind dünn, länglich, derb und am Rand stark bewehrt (stachelig gesägt).

### Generative Merkmale
An den seitenständigen, einfachen, ährigen, kopf- oder walzenförmigen Blütenständen mit kurzem Blütenstandsschaft sitzen, manchmal auffällig gefärbte, Hochblätter (Brakteen). Da die Blütenstände, als Ausnahme unter den Bromeliaceae, nicht terminal, sondern seitenständig gebildet werden, kann eine Rosette im zeitlichen Abstand mehrere Blütenstände ausbilden. Ein Blütenstand enthält viele Blüten. Die dreizähligen, radiärsymmetrischen Blüten sind zwittrig mit doppelten Perianth. Die drei Kelchblätter sind frei. Die drei freien Kronblätter sind weiß über rosafarben bis rötlich. Es sind zwei Kreise mit je drei freien Staubblättern vorhanden. Drei Fruchtblätter sind zu einem unterständigen Fruchtknoten verwachsen. Der Griffel endet in einer dreilappigen Narbe.
Die Blütenformel lautet:
{\displaystyle \star \;K_{3}\;C_{3}\;A_{3+3}\;G_{\overline {(3)}}}
Die Beeren enthalten viele Samen.

## Systematik und Verbreitung
Die Gattung Greigia wurde durch Eduard August von Regel aufgestellt. Der Gattungsname Greigia ehrt Samuel Alexeivich Greig (1827–1887), den russischen General, Politiker und Präsidenten der Russischen Pflanzengesellschaften.  Für Greigia Regel gibt es das Synonym Hesperogreigia Skottsb.
Oft kommt es zu Verwechslungen mit den Arten der nahe verwandten Gattungen Ochagavia (Bei Ochagavia sind die Kronblätter rosa.) und Fascicularia (Bei der heute monotypischen Gattung Fascicularia sind die Kronblätter blau bis violett).
Das neotropische Verbreitungsgebiet der Gattung Greigia reicht von Mexiko bis Chile. Je nach Art gedeihen sie in Höhenlagen zwischen 0 und 3500 Metern. Sie gedeihen hauptsächlich in feuchten oder sumpfigen Waldgebieten.
| Es gibt (30 bis) etwa 36 Greigia-Arten (Stand 2014): |
| - Greigia acebeyi B. Will, T.Krömer, M.Kessler, D.Karger & H.Luther: Sie wurde 2009 aus dem bolivianischen Departamento La Paz erstbeschrieben. Sie wurde an steilen Straßenböschungen durch den feuchten Nebelwald in Höhenlagen von etwa 2800 Metern gefunden. - Greigia alborosea (Griseb.) Mez: Sie gedeiht terrestrisch im Nebelwald in Höhenlagen von 2000 bis 2650 Metern in Venezuela. - Greigia aristeguietae L.B.Sm.: Sie gedeiht terrestrisch im tiefen Schatten im Wald in Höhenlagen von etwa 3300 Metern nur im Bundesstaat Trujillo in Venezuela. - Greigia atrobrunnea H.Luther: Sie gedeiht in Höhenlagen von etwa 3200 Metern in Ecuador nur in Pichincha. - Greigia atrocastanea H.Luther: Sie wurde 1999 aus dem bolivianischen La Paz erstbeschrieben. Sie gedeiht terrestrisch in Höhenlagen von etwa 3100 Metern. - Greigia berteroi Skottsb.: Es ist ein Endemit der chilenischen Juan-Fernández-Inseln. Er gedeiht in dichten Wäldern in Höhenlagen von 600 bis 660 Metern. - Greigia cochabambae H.Luther: Sie wurde 1998 aus dem bolivianischen Departamento Cochabamba erstbeschrieben. Sie gedeiht terrestrisch in Höhenlagen von 2100 bis 2700 Metern. - Greigia collina L.B.Sm.: Sie gedeiht in großer Zahl in Höhenlagen von etwa 2700 Metern in Kolumbien nur im Departamento Cundinamarca. - Greigia columbiana L.B.Sm.: Es gibt zwei Varietäten: - Greigia columbiana L.B.Sm. var. columbiana: Sie gedeiht terrestrisch im Nebelwald sowie Paramo in Höhenlagen von 2900 bis 3800 im Metern in Costa Rica und Kolumbien. - Greigia columbiana var. subinermis L.B.Sm.: Dieser Endemit kommt im nordöstlichen Kolumbien nur im Departamento de Norte de Santander vor. - Greigia danielii L.B.Sm.: Sie gedeiht in Höhenlagen von 2500 bis 2850 Metern in Kolumbien nur im Departamento de Antioquia und in Bolivien nur in La Paz. - Greigia exserta L.B.Sm.: Sie gedeiht im strauchigen Paramo in Höhenlagen von 3200 bis 3300 Metern in Kolumbien. - Greigia juareziana L.B.Sm.: Sie gedeiht an feuchten Felswänden nur im mexikanischen Bundesstaat Oaxaca. - Greigia kessleri H.Luther: Sie gedeiht in Höhenlagen von 2200 bis 3000 Metern in Bolivien in Cochabamba sowie La Paz. - Greigia landbeckii (Lechler ex Griseb.) Phil.: Sie kommt in Chile vor. - Greigia leymebambana H.Luther: Sie wurde 2002 aus der peruanischen Region Amazonas erstbeschrieben und gedeiht in Höhenlagen von 2700 bis 2950 Metern. - Greigia macbrideana L.B.Sm.: Dieser Endemit gedeiht an feuchten Standorten in Höhenlagen von etwa 3700 Metern nur am Tambo de Vaca in der peruanischen Region Huánuco. - Greigia marioae B.Will, T.Krömer, M.Kessler, D.Karger & H.Luther: Sie wurde 2009 aus dem bolivianischen La Paz erstbeschrieben. Sie gedeiht terrestrisch im feuchten Bergwald in Höhenlagen von 2500 bis 2700 Metern. - Greigia membranacea B.Will, T.Krömer, M.Kessler, D.Karger & H.Luther: Sie wurde 2009 aus dem bolivianischen La Paz erstbeschrieben. Sie gedeiht terrestrisch in Höhenlagen von 2750 bis 3100 Metern. - Greigia mulfordii L.B.Sm.: Es gibt zwei Varietäten: - Greigia mulfordii var. macrantha L.B.Sm.: Dieser Endemit gedeiht im Paramo in Höhenlagen von etwa 3450 Metern nur im kolumbianischen Bogotá. - Greigia mulfordii L.B.Sm. var. mulfordii: Sie gedeiht im Bergwald in Höhenlagen von 3000 bis 4050 Metern in Kolumbien sowie Ecuador. - Greigia nubigena L.B.Sm.: Dieser Endemit gedeiht im Paramo terrestrisch an feuchten Standorten im Paramo Nebelwald in Alto de Cruz über Encano in Höhenlagen von etwa 3300 Metern nur im kolumbianischen Departamento de Nariño. - Greigia oaxacana L.B.Sm.: Sie gedeiht terrestrisch und lithophytisch in Höhenlagen von 2300 bis 2580 Metern in Mexiko. - Greigia ocellata L.B.Sm. & Steyermark: Sie gedeiht terrestrisch in Höhenlagen von etwa 2600 Metern in Venezuela nur in Tachira. - Greigia pearcei Mez (Syn.: Greigia landbeckii Baker): Sie kommt in Chile vor. - Greigia racinae L.B.Sm.: Sie gedeiht in dichten Beständen im Paramo in Höhenlagen von etwa 3300 Metern nur in den kolumbianischen Departamentos Nariño sowie Cauca. - Greigia raporum H.Luther: Sie wurde 1999 erstbeschrieben und gedeiht terrestrisch in Höhenlagen von etwa 3320 Metern in Peru nur in Junin, Cusco. - Greigia rohwederi L.B.Sm.: Dieser zuerst 1951 von Rohweder gesammelte Endemit gedeiht terrestrisch und epiphytisch im Nebelwald in Höhenlagen von etwa 2200 Metern nur nördlich von Metapan in Santa Ana in El Salvador. - Greigia sanctae-martae L.B.Sm.: Dieser Endemit gedeiht in der Krautschicht in einem dunklen Regenwald in Höhenlagen von etwa 2520 Metern nur in Siminchicua in der Sierra Nevada de Santa Marta im Departamento del Magdalena in Kolumbien. - Greigia sodiroana Mez: Sie gedeiht terrestrisch in Höhenlagen von 2700 bis 3600 Metern in Ecuador. - Greigia sphacelata (Ruiz & Pavón) Regel: Sie gedeiht lithophytisch am Küstenstreifen und terrestrisch in offenen Wäldern in Höhenlagen von 0 bis 50 Metern in Chile. - Greigia stenolepis L.B.Sm.: Dieser Endemit gedeiht in Höhenlagen von 900 bis 1100 Metern nur im Massif von Bogota im kolumbianischen Cundinamarca. - Greigia steyermarkii L.B.Sm.: Sie gedeiht in Bergwäldern in Höhenlagen von 1890 bis 2100 Metern in Guatemala. - Greigia sylvicola Standley: Sie gedeiht terrestrisch in dichten feuchten Wäldern in Costa Rica nur in der Provinz San José. - Greigia tillettii L.B.Smith & R.W.Read: Dieser Endemit gedeiht in Beständen terrestrisch in Höhenlagen von 2700 bis 3300 Metern nur im Bundesstaat Zulia in Venezuela. - Greigia van-hyningii L.B.Sm.: Sie gedeiht terrestrisch oder lithophytisch in Höhenlagen von 2100 bis 2800 Metern in Mexiko. - Greigia vilcabambae H.Luther: Dieser Endemit gedeiht in terrestrisch in Höhenlagen von etwa 2090 Metern nur an den Osthängen in der nördlichen Cordillera Vilcabamba in der Provinz Satipo in der peruanischen Region Junín. - Greigia vulcanica André: Sie gedeiht im Paramo Nebelwald in Höhenlagen von 3200 bis 3400 Metern in Kolumbien sowie Ecuador. |

## Nutzung
Aufgrund ihrer Größe findet man Greigia-Arten selten in privaten Sammlungen. Botanische Gärten kultivieren oft mehrere Arten. Sie benötigen hohe Feuchtigkeit und vertragen keinen Frost. Sie lassen sich leicht vegetativ über Kindel vermehren. Saatgut erhält man selten, weil sie nicht selbstfertil sind.
Die Beeren von Greigia sphacelata werden gegessen.